# Wiadomości Szczecińskie
Wiadomości Szczecińskie – dziennik ukazujący się w okresie stanu wojennego w Szczecinie w miejsce Głosu Szczecińskiego i Kuriera Szczecińskiego. Łącznie wydrukowano 26 numerów. Pismo zamieszczało informacje, reportaże i nieliczne komentarze dotyczące sytuacji politycznej. Gazeta publikowała również antysolidarnościową satyrę i tendencyjne życiorysy działaczy solidarnościowych pod tytułem "Kameleony".